# ダイセル
株式会社ダイセル（英: Daicel Corporation）は、大阪市北区大深町に本社を置く日本の大手化学品メーカーである。JPX日経インデックス400の構成銘柄の一つ。

## 概要
1919年（大正8年）9月にセルロイド製造企業8社の合同により大日本セルロイド株式会社として設立。同社のセルロイド製品は昭和初期には世界市場を制覇していた。事業拡大等により1966年（昭和41年）にダイセル株式会社に商号を変更、1979年（昭和54年）10月、ダイセル化学工業株式会社に変更、2011年（平成23年）10月、現在の株式会社ダイセルに変更（実質2代目である）。
旧社名にセルロイドとある通り、当初は、セルロイドを応用した化学品製造に強みを持っていたが、近年では事業分野はより拡大され、セルロース化学、有機合成化学、高分子化学、火薬工学分野と多岐にわたる。特にタバコ用フィルターは日本で唯一の製造メーカーであり、世界シェアも第2位である。また自動車のエアバッグ用インフレーター（ガス発生装置）においても国内シェアはトップ、世界3位であり、機械式インフレーターの生産は世界で唯一である。
富士写真フイルム株式会社（現・富士フイルムホールディングス株式会社）は、大日本セルロイドの写真フィルム事業（東洋乾板への出資・提携で興っていた）を継承し、1934年1月に設立された。ダイセルとグループを形成しているわけではないが、相互に株式を持ち合い、富士フイルムは同社の第4位の株主となっている。事業面でも関係が深く、例えば、富士フイルムが世界生産量シェアの大半を占める液晶表示装置（LCD）の基幹部品である、偏光板保護フィルムの材料となる酢酸セルロースの大半を当社が供給している。
大株主には三井グループ各社が名を連ね、三井文庫の賛助会社でもあるため、三井グループに属する。また、富士フイルムやトクヤマ、メタルワン、双日、関西ペイントらと、旧岩井財閥の企業集団である最勝会グループに加盟している。

## 沿革
- 1919年（大正8年）9月 - 堺セルロイド（三井財閥系）を中心に、日本セルロイド人造絹糸（三菱財閥・鈴木商店系）、大阪繊維工業（岩井産業系）、東京セルロイド、三国セルロイド、能登屋セルロイド、十河セルロイド、東洋セルロイドのセルロイド8社の合同により、大阪府堺市にて大日本セルロイド株式会社設立。初代社長には堺セルロイド社長の森田茂吉が就いた[10]。
- 1927年（昭和2年）7月 - 三国セルロイド株式会社（セルロイド加工・販売）を設立。
- 1928年（昭和3年）5月 - 東京工場内に写真フィルム生地試験工場（フィルム試験所）を設置。
- 1929年（昭和4年） - アセテートプラスチックを開発。
- 1934年（昭和9年）1月 - フイルム事業を分離し、富士写真フイルム株式会社を設立。
- 1935年（昭和10年）9月 - 新井工場を新設、カーバイド法によるアセチレン事業を開始。
- 1938年（昭和13年）6月 - 酢酸セルロースの製造を開始。
- 1939年（昭和14年）5月 - 東京工場で火災爆発事故発生。
- 1953年（昭和27年）7月 - 写真フィルム用酢酸セルロース（TAC）の製造を開始。発射薬の製造を開始。
- 1966年（昭和41年）2月 - 商号をダイセル株式会社に変更。
- 1968年（昭和43年）6月 - 大日本化成株式会社を吸収合併。
- 1979年（昭和54年）10月 - 商号をダイセル化学工業株式会社に変更。
- 1982年（昭和57年）8月 - 堺工場で爆発事故発生。
- 1993年（平成5年）6月 - 広畑工場を新設し、ポリスチレンの製造を開始。
- 1999年（平成11年）4月 - 電気化学工業（現・デンカ）、新日鐵化学（現・日鉄ケミカル&マテリアル）と合弁で東洋スチレン株式会社を設立。
- 2007年（平成19年）8月 - 本社が阪神高速6号大和川線予定地となったため、登記を堺市より大阪市北区梅田に移転。併せて大阪製造所堺工場を閉鎖。閉鎖後、跡地は、一部を除き長らく空地だったが、大和川線用地を除く敷地に2016年3月19日イオンモール堺鉄砲町が開業。工場時代から存在していた赤レンガ建物は外壁を残し、改修した上で赤レンガ館として再利用している。また、同じくモール敷地内に神社があるが、引き続きダイセル管理であるため一般参拝は不可能である[11]。
- 2011年（平成23年）10月 - 商号を株式会社ダイセルに変更。併せてCIロゴも変更した[12]。
- 2015年（平成27年）7月 - 本社をグランフロント大阪タワーBに移転。
- 2019年（令和元年）9月 - 創立100周年を迎える。
- 2020年（令和2年）2月 - 防衛関連製品などの特機事業からの撤退を表明[13]。
- 2023年（令和5年）3月 - OPSシート、防衛事業、Lomapharmから撤退完了[14]。

## 事業拠点

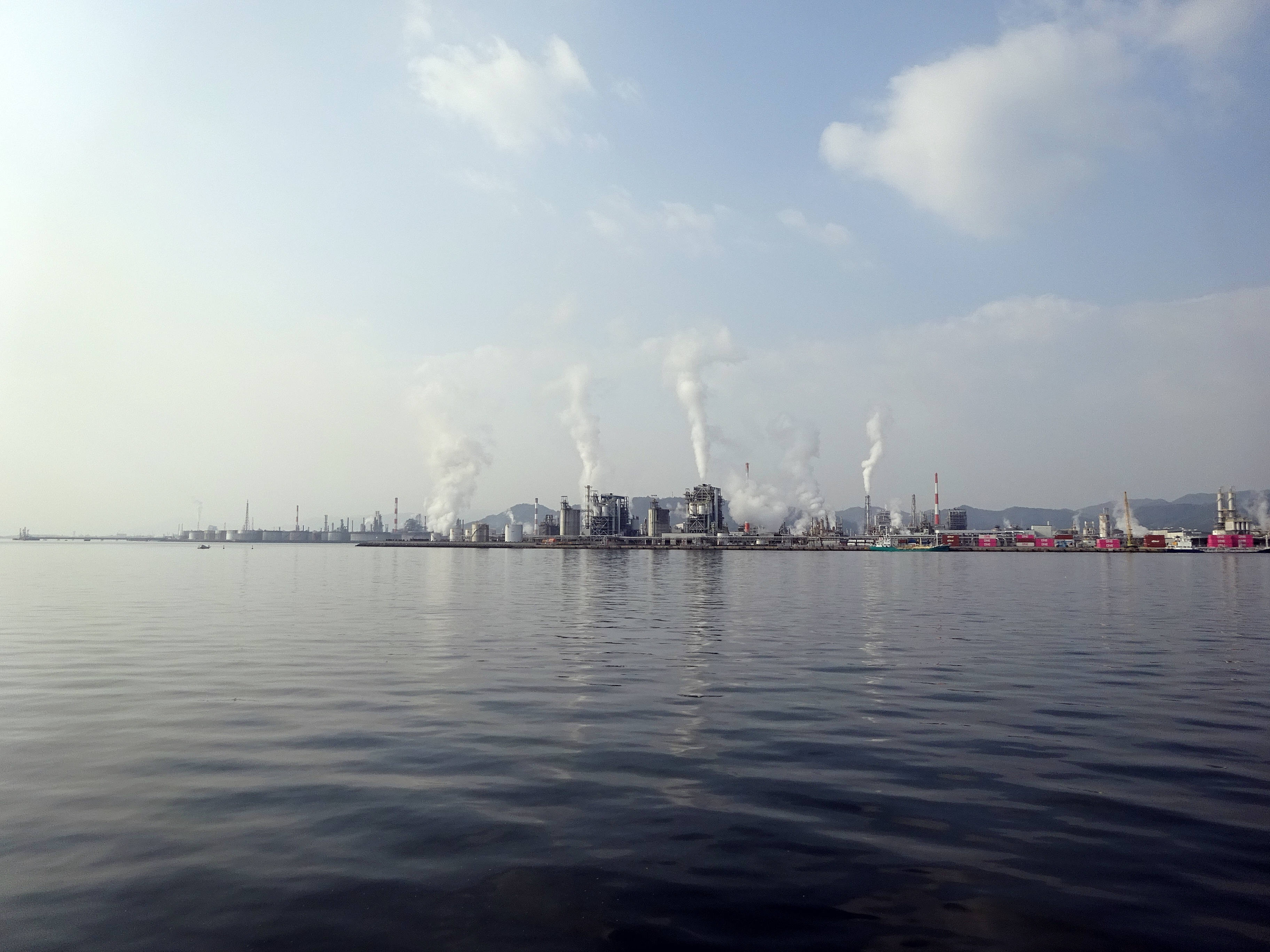
ダイセル大竹工場（大竹市）

### 国内
オフィス
大阪本社、東京本社、名古屋支社、イノベーション・パーク
研修センター
西播磨研修センター（播磨科学公園都市、兵庫県上郡町）
研究所
イノベーション・パーク（兵庫県姫路市網干区）
工場
姫路製造所網干工場（兵庫県姫路市網干区）
姫路製造所広畑工場（兵庫県姫路市広畑区）
播磨工場（兵庫県たつの市）
新井工場（新潟県妙高市）
大竹工場（広島県大竹市）
神崎工場（兵庫県尼崎市）

### 日本国外
米国、ドイツ、フランス、ポーランド、中国、香港、韓国、台湾、タイ、シンガポール、インド

## 事業内容
セルロースカンパニー、有機合成カンパニー、CPIカンパニー、特機・MSDカンパニー、新規事業等

## 主要関連会社
- ポリプラスチックス株式会社
- 協同酢酸株式会社
- ダイセルミライズ株式会社
- ダイセル・セイフティ・システムズ株式会社
- ダイセル物流株式会社

過去の関連会社
- ダイセルパイロテクニクス株式会社（旧・日本装弾）- 群馬県高崎市で紙製機械詰装弾の製造販売を行っていた「吉沢商店株式会社」が前身[15]。2024年3月1日付で株式会社サイトロンジャパン（本社：東京都新宿区）へ譲渡[16]。1971年に吉沢商店の親会社であるダイセルと米オリンが技術提携し、吉沢商店を吸収する形でダイセルの子会社として設立。自社ブランドのスーパージュノー装弾（レッドバード装弾の前身）と同時に、ウィンチェスターブランドの散弾実包（英語版）の製造販売を一手に担う存在となった[17]。この設立経緯はオリン晃電社と類似する。

## 代理店
共栄電資株式会社、株式会社マツモト交商、株式会社槌屋等

## ダイセル方式
ダイセルの網干工場をモデル工場として始まった新しい生産革新の取り組みが、「ダイセル方式」である。主に素材から中間材を製造する装置産業である化学/プロセス産業版の生産革新活動である。自動車のような組立・加工産業とは違って、プロセス産業では仕掛品が見えにくく、生産革新が難しいと言われてきた。
しかし、ダイセルでは受注から納品までの業務を総点検し、潜在的なトラブルやプラントの安定度を明らかにし、必要性の確認を検証して整理分類した。その中からムダやロスを排除して操作上の負荷を低減を図り、意思決定プロセスを「総合オペラビリティスタディ」解析し事例を積み重ねた。そして、その成果をコンピューターに入れ、一つの作業画面上で誰でも高度なオペレーション技術を活用できるようにした。この革新活動の結果として、網干工場においてシステム構築前に比べ製造原価2割削減、生産性を3倍に、従業員数は60%減、オペレーション負荷やアラーム発生数を8割以上削減する安定操業を実現した。さらに、それで生じた要員を新規事業立上げに活かし、開発のスピードアップや早期立上げに寄与するなど相乗効果をあげることが可能となった。
この方式は、ダイセル内のプロセス型工場である大竹・新井工場やグループ企業のポリプラスチックス富士工場に展開された。現在、大手企業では三井化学、住友化学、ダイキン工業、東洋紡、日本ゼオンなどがダイセル方式を取り入れている。経済産業省からの期待も高い。
またダイセルは横河電機と組み、この手法を他企業へ移植することをビジネスとして立ち上げた。さまざまな業界から網干工場を見学に訪れた企業は、延べ500社、約4,000人に上ると言われる。